# Phrynocris notabilis
Phrynocris notabilis är en skalbaggsart som beskrevs av Bates 1867. Phrynocris notabilis ingår i släktet Phrynocris och familjen långhorningar. Inga underarter finns listade i Catalogue of Life.